# Apocrypta longitarsus
Apocrypta longitarsus är en stekelart som beskrevs av Mayr 1906. Apocrypta longitarsus ingår i släktet Apocrypta och familjen fikonsteklar. Inga underarter finns listade i Catalogue of Life.